# Samir Kamouna
Samir Ibrahim Kamouna (arab. سمير كمونة) (ur. 2 kwietnia 1972 w Kairze) – egipski piłkarz występujący podczas kariery na pozycji obrońcy.

## Kariera klubowa
Karierę piłkarską Samir Kamouna rozpoczął w stołecznym klubie Al-Mokawloon Al-Arab. Z Al-Mokawloon zdobył Puchar Egiptu w 1995 oraz Pucharu Zdobywców Pucharów w 1996. W latach 1996–1998 był zawodnikiem najsłynniejszego egipskiego klubu Al-Ahly. Z Al-Ahly zdobył mistrzostwo Egiptu w 1997 i 1998. W latach 1998–1999 występował w niemieckim 1. FC Kaiserslautern.
W 1999 przeniósł się do Turcji do Bursasporu. Na początku 2001 był wypożyczony do Al-Ahly, z którym wygrał Ligę Mistrzów. W latach 2001–2002 Kamouna występował w Arabii Saudyjskiej w klubie Al-Ettifaq, po czym po raz kolejny wrócił do Al-Ahly. Z Al-Ahly zdobył Puchar i Superpuchar Afryki Pucharu Zdobywców Pucharów w 2000, Superpuchar Egiptu w 2003. W latach 2004–2006 był zawodnikiem Al-Masry. Ostatnim klubem w jego karierze był Petrojet FC, w którym występował w latach 2006-2008.

## Kariera reprezentacyjna
W reprezentacji Egiptu Kamouna zadebiutował w 1995 roku. W 1996 roku został powołany do kadry na Puchar Narodów Afryki 1996. Na turnieju w Południowej Afryce wystąpił w trzech meczach grupowych z Angolą, Kamerunem oraz ćwierćfinałowym z Zambią, w którym zdobył bramkę.
W 1998 roku został powołany do kadry na Puchar Narodów Afryki 1998, który zakończył się zwycięstwem Egiptu. Na turnieju w Burkina Faso wystąpił w pięciu meczach z Mozambikiem, Zambią, Wybrzeżem Kości Słoniowej, Burkina Faso i finale z RPA.
W 1999 roku został powołany do kadry na Puchar Konfederacji 1999 w Meksyku, gdzie zagrał we wszystkich trzech meczach z Meksykiem (bramka) i Arabią Saudyjską (bramka i czerwona kartka). Od 1995 do 2003 roku rozegrał w kadrze narodowej 47 meczów, w których strzelił 7 bramek.